# Coscinia miranda
Coscinia miranda är en fjärilsart som beskrevs av Charles Oberthür. Coscinia miranda ingår i släktet Coscinia och familjen björnspinnare. Inga underarter finns listade i Catalogue of Life.